# Giustino
Giustino (títol original en italià, en català Giustino), Händel-Werke-Verzeichnis 37, és una obra dramaticomusical en tres actes composta  per Georg Friedrich Händel sobre un llibret en italià de Nicolò Beregan i Pietro Pariati. Es va estrenar el 16 de febrer de 1737 al Theatre Royal, Covent Garden de City and Liberty of Westminster.